# جیم وانگ چو
جیم وانگ چو (به چینی: 朱藹信)؛ (انگلیسی: Jim Wong-Chu؛ ۲۸ ژانویه ۱۹۴۹ – ۱۱ ژوئیه ۲۰۱۷) یک نویسنده، ویراستار، شاعر، کنشگر، سازمان‌دهنده جامعه، و مورخ کانادایی بود. وانگ چو یکی از مشهورترین پیشگامان ادبی کانادا است. او یک سازمان‌دهنده اجتماعی بود که به خاطر کارش در تأسیس سازمان‌هایی که به برجسته کردن هنر و فرهنگ آسیایی در کانادا کمک کردند، شهرت داشت. او همچنین چندین مجموعه منتخب از آثار نویسندگان آسیایی کانادایی را ویرایش کرد.
وانگ چو در ۲۸ ژانویه سال ۱۹۴۹ در هنگ کنگ به دنیا آمد، زمانی که ۴ ساله بود به کانادا نقل مکان کرد و در جوانی در ونکوور، بریتیش کلمبیا ساکن شد. در طول دهه ۷۰ او به عنوان یک داوطلب جامعه کار کرد و به استفاده از ادبیات برای کشف هویت خود به عنوان یک کانادایی دارای میراث آسیایی علاقه‌مند شد. در سال ۱۹۸۶، در حالی که در دانشگاه بریتیش کلمبیا در حال تحصیل در زمینه نویسندگی خلاق بود، آثار خود را در مجموعه «اشباح شهر چین» که یکی از اولین کتاب‌های شعری است که توسط یک نویسنده چینی کانادایی منتشر شده‌است، جمع‌آوری کرد.
اما وانگ چو فقط نمی‌خواست داستان خود را بگوید. او می‌خواست داستان تمام استعدادهای کشف نشده در جامعه خود را تعریف کند. در سال ۱۹۸۹، او شروع به بررسی تمام مجلات ادبی در کتابخانه دانشگاه بریتیش کلمبیا کرد تا آثار نوشته شده توسط نویسندگان آسیایی کانادایی را شناسایی کند. او با ویراستاری مشترک با بنت لی، این مجموعه را در اولین مجموعه از مجموعه‌های متعدد خود ثبت کرد.
برای ترویج این ژانر، وونگ چو در سال ۱۹۹۶ کارگاه نویسندگی کانادایی آسیایی را تأسیس کرد که - همراه با مجله ادبی آن کاغذبرنج (Ricepaper) که اکنون یک نشریه دیجیتالی است - تا به امروز به ارتقای صدای جنبش هنرهای ادبی آسیایی کانادا ادامه داده‌است. .